# Ali Al-Deraan
Ali Saad Al-Deraan (ur. 17 kwietnia 1990) – saudyjski lekkoatleta specjalizujący się w biegu na 800 metrów.
Srebrny medalista mistrzostw Azji juniorów i czwarty zawodnik igrzysk azjatyckich w Dosze (2006). W 2007 został wicemistrzem świata juniorów młodszych oraz zdobył złoto halowych igrzysk azjatyckich w sztafecie 4 × 400 metrów. Startując w biegu rozstawnym, stanął na najwyższym stopniu podium halowego czempionatu Azji (2008). W 2015 zdobył srebro mistrzostw panarabskich, triumfował na światowych igrzyskach wojska oraz osiągnął półfinał mistrzostw świata w Pekinie.
Rekordy życiowe w biegu na 800 metrów: stadion – 1:45,50 (6 października 2015, Mungyeong); hala – 1:52,74 (31 października 2007, Makau) rekord Arabii Saudyjskiej.

## Osiągnięcia
| Rok  | Impreza                               | Miejsce   | Konkurencja             | Lokata     | Wynik   |
| ---- | ------------------------------------- | --------- | ----------------------- | ---------- | ------- |
| 2006 | Mistrzostwa Azji juniorów             | Makau     | bieg na 800 metrów      | 2. miejsce | 1:53,03 |
| 2006 | Mistrzostwa świata juniorów           | Pekin     | bieg na 800 metrów      | eliminacje | 1:51,69 |
| 2006 | Igrzyska azjatyckie                   | Doha      | bieg na 800 metrów      | 4. miejsce | 1:48,48 |
| 2007 | Mistrzostwa świata juniorów młodszych | Ostrawa   | bieg na 800 metrów      | 2. miejsce | 1:50,10 |
| 2007 | Mistrzostwa Azji                      | Amman     | bieg na 800 metrów      | 4. miejsce | 1:53,50 |
| 2007 | Halowe igrzyska azjatyckie            | Makau     | bieg na 800 metrów      | eliminacje | 1:52,74 |
| 2007 | Halowe igrzyska azjatyckie            | Makau     | sztafeta 4 × 400 metrów | 1. miejsce | 3:11,29 |
| 2008 | Halowe mistrzostwa Azji               | Doha      | sztafeta 4 × 400 metrów | 1. miejsce | 3:14,25 |
| 2008 | Mistrzostwa świata juniorów           | Bydgoszcz | bieg na 800 metrów      | półfinał   | 1:49,45 |
| 2008 | Mistrzostwa świata juniorów           | Bydgoszcz | sztafeta 4 × 400 metrów | eliminacje | 3:11,37 |
| 2014 | IAAF World Relays                     | Nassau    | sztafeta 4 × 400 metrów | eliminacje | 3:06,37 |
| 2015 | Mistrzostwa panarabskie               | Manama    | bieg na 800 metrów      | 2. miejsce | 1:47,03 |
| 2015 | IAAF World Relays                     | Nassau    | sztafeta 4 × 400 metrów | eliminacje | 3:06,15 |
| 2015 | Mistrzostwa świata                    | Pekin     | bieg na 800 metrów      | półfinał   | 1:48,71 |
| 2015 | Światowe wojskowe igrzyska sportowe   | Mungyeong | bieg na 800 metrów      | 1. miejsce | 1:45,50 |